# Liste der Kulturgüter in Beringen
Die Liste der Kulturgüter in Beringen enthält alle Objekte in der Gemeinde Beringen im Kanton Schaffhausen, die gemäss der Haager Konvention zum Schutz von Kulturgut bei bewaffneten Konflikten, dem Bundesgesetz vom 20. Juni 2014 über den Schutz der Kulturgüter bei bewaffneten Konflikten sowie der Verordnung vom 29. Oktober 2014 über den Schutz der Kulturgüter bei bewaffneten Konflikten unter Schutz stehen.
Objekte der Kategorie A sind im Gemeindegebiet nicht ausgewiesen, Objekte der Kategorie B sind vollständig in der Liste enthalten, Objekte der Kategorie C fehlen zurzeit (Stand: 1. Januar 2023).

## Kulturgüter
| Foto |                                                                         | Objekt                                                                     | Kat. | Typ | Standort                                           | Beschreibung |
| ---- | ----------------------------------------------------------------------- | -------------------------------------------------------------------------- | ---- | --- | -------------------------------------------------- | ------------ |
| ja   | Datei hochladen · Wikidata zu Schloss, Ortsmuseum (13. Jh.) (Q29787073) | Schloss KGS-Nr.: 04320                                                     | B    | G   | Steig 3 685260 / 283770                            |              |
| ja   | Datei hochladen · Wikidata zu Kehlhof mit Stallscheune (Q29787063)      | Kehlhof mit Stallscheune KGS-Nr.: 04326                                    | B    | G   | Guntmadingen, Neuengasse 6 683917 / 282243         |              |
| BW   | Datei hochladen                                                         | Burgstall (Sommerschloss), Erdwerk unbekannter Zeitstellung KGS-Nr.: 06847 | B    | F   | 686660 / 283900                                    |              |
| ja   | Datei hochladen                                                         | Haus Haumesser KGS-Nr.: 14120                                              | B    | G   | Oberdorf 685182 / 283668                           |              |
| BW   | Datei hochladen                                                         | Kehlhof KGS-Nr.: 14121                                                     | B    | G   | Kehlhof 14 685101 / 283768                         |              |
| BW   | Datei hochladen                                                         | Reformierte Kirche KGS-Nr.: 14122                                          | B    | G   | Postberg 21 685114 / 283788                        |              |
| BW   | Datei hochladen                                                         | Restaurant Sonne KGS-Nr.: 14123                                            | B    | G   | Unterdorf 6 685312 / 283533                        |              |
| ja   | Datei hochladen                                                         | Restaurant Gemeindehaus KGS-Nr.: 14124                                     | B    | G   | Oberdorf 12 685243 / 283735                        |              |
| ja   | Datei hochladen                                                         | Bahnhof KGS-Nr.: 14125                                                     | B    | G   | Bahnhofstrasse 9 685264 / 283332                   |              |
| BW   | Datei hochladen                                                         | Alte Mühle KGS-Nr.: 14126                                                  | B    | G   | Oberdorf 65 685155 / 284070                        |              |
| ja   | Datei hochladen                                                         | Haus Im Egg KGS-Nr.: 14127                                                 | B    | G   | Unterdorf 39 685200 / 283640                       |              |
| ja   | Datei hochladen                                                         | Oberneuhaus KGS-Nr.: 14165                                                 | B    | G   | Guntmadingen, Trasadingerstrasse 1 683759 / 282607 |              |
| ja   | Datei hochladen                                                         | Stallscheune KGS-Nr.: 14166                                                | B    | G   | Guntmadingen, Im Winkel 8 684024 / 282255          |              |
| BW   | Datei hochladen                                                         | Wohnspeicher KGS-Nr.: 14167                                                | B    | G   | Guntmadingen, Dorfstrasse 2 683964 / 282436        |              |
| ja   | Datei hochladen                                                         | Wohnhaus KGS-Nr.: 14168                                                    | B    | G   | Guntmadingen, Im Winkel 4 683998 / 282267          |              |
| ja   | Datei hochladen                                                         | Vielzweckhaus KGS-Nr.: 14169                                               | B    | G   | Guntmadingen, Neuengass 14 683902 / 282240         |              |
| ja   | Datei hochladen                                                         | Schulhaus KGS-Nr.: 14171                                                   | B    | G   | Guntmadingen, Neuengass 1 683965 / 282262          |              |